# Alfred Métraux
Alfred Métraux, född 5 november 1902 i Lausanne i Schweiz, död 12 april 1963 i Vallée de Chevreuse i Frankrike, var en schweizisk-amerikansk antropolog och etnograf. Han var främst verksam i Sydamerika.

## Biografi

### Bakgrund och studier
Métraux tillbringade mycket av sin barndom i Argentina, där hans far var en välkänd kirurg bosatt i Mendoza. Han fick sin gymnasieutbildning i Lausanne och fortsatte sedan sina studier i Paris, bland annat vid École Nationale des Chartes och det välrenommerade Sorbonne Université. Bland hans lärare fanns sociologen och antropologen Marcel Mauss och etnologen Paul Rivet.
Han studerade på 1920-talet på Göteborgs högskola, med Erland Nordenskiöld som lärare. Undervisningen skedde inte enbart på högskolan, utan även på Göteborgs museums etnografiska avdelning eller hemma hos Nordenskiöld i centrala Göteborg. Eleverna förväntades behärska engelska, tyska, franska, spanska och till viss del latin. Detta var inga problem för Métraux som talade flytande franska, engelska, tyska och portugisiska. Bland de studenter Métraux kom att lära känna under studietiden i Göteborg kan nämnas Sigvald Linné och Karl Gustav Izikowitz.

### 1920- och 1930-talet
Métraux inledde i 19-20-årsåldern brevväxling med den amerikanske prästen och antropologen John Montgomery Cooper (1881–1949), som liksom Nordenskiöld kom att bli en stor inspirationskälla för Métraux. De träffades för första gången när Métraux senare kom till USA.
Han grundade 1928 Institute of Ethnology vid Universitetsmuseet i Tucumán i Argentina. Samma år organiserade han en större utställning om förcolumbiansk konst på Pavillon de Marsan i Paris, tillsammans med museologen Georges-Henri Rivière (1897–1985).
1930–1931 företog han en expedition till Bolivia, bland annat till provinsen Carangas. Syftet var att hitta de utrotningshotade ursprungsfolken mataco, chipaya och uro.

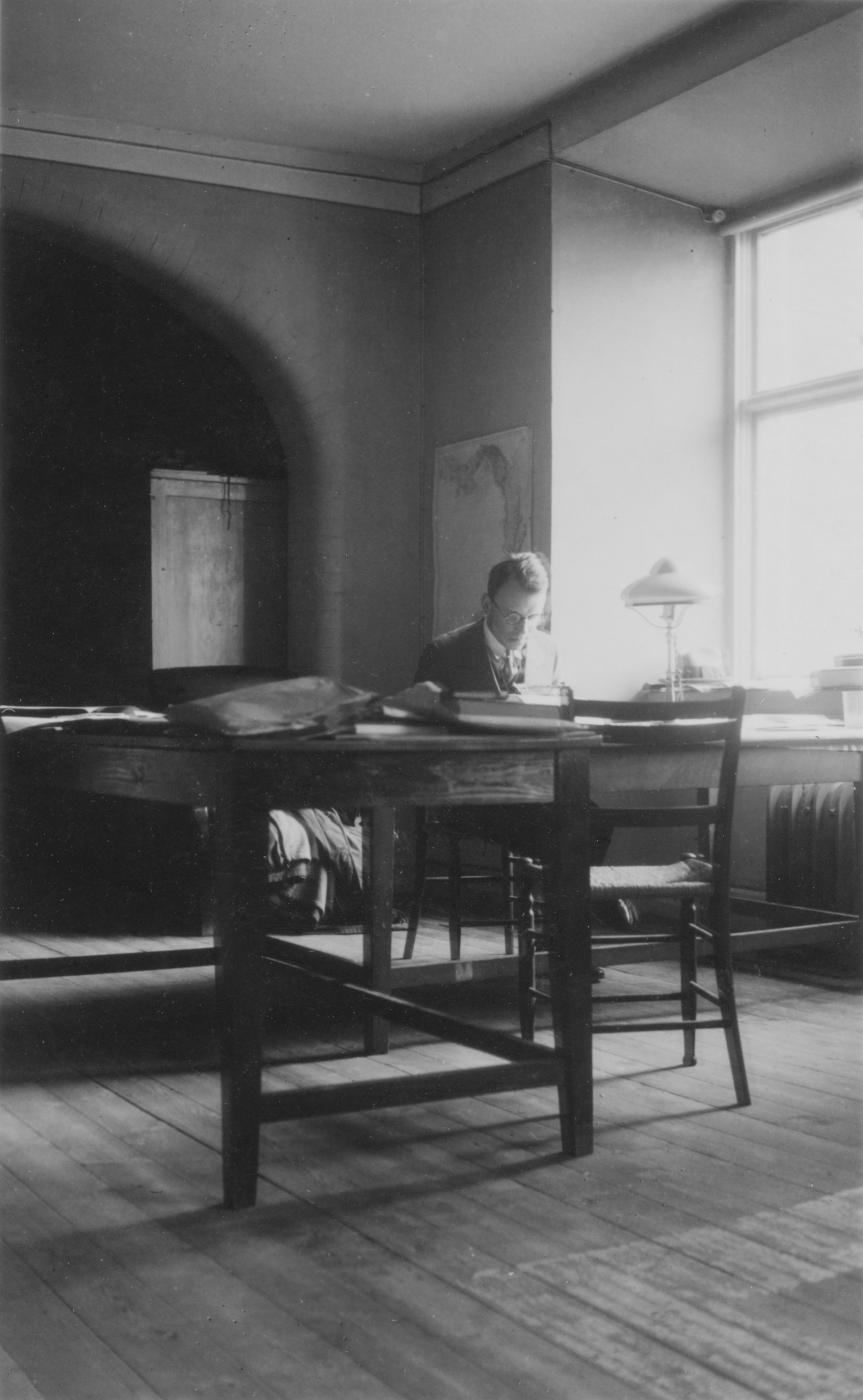
Alfred Métraux på etnografiska avdelningen, Göteborgs museum, troligtvis i början av 1932.

I början av 1932 gjorde Métraux ett studiebesök på Göteborgs museums etnografiska avdelning och träffade då Nordenskiöld för sista gången. Senare samma år deltog han i utgrävningar i La Candelaria i norra Argentina tillsammans med etnografen Stig Rydén och Rodolfo Schreiter (1877–1942), under den första av Rydéns forskningsresor till Sydamerika. Planerna för resan hade gjorts upp i samarbete med Métraux. Det var tänkt att man skulle vidare till Bolivia för chullpa-undersökningar och studier av chipaya-folket, men Nordenskiölds bortgång och Chacokriget mellan Bolivia och Paraguay (1932–1935) gjorde att endast utgrävningarna i La Candelaria kunde genomföras.

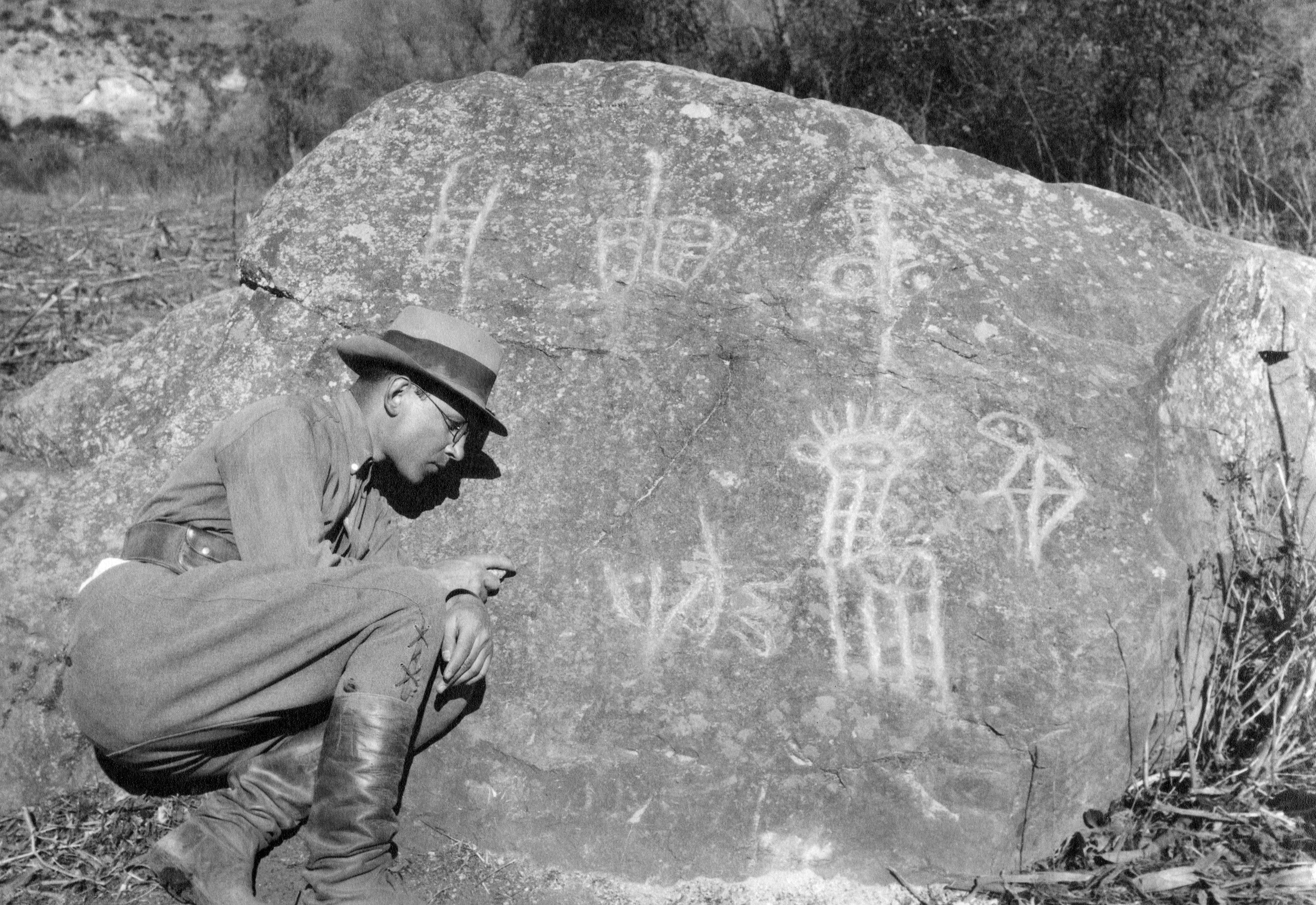
Alfred Métraux studerar klippristningar, San Pedro de Colalao, Argentina, 1932.

Han flyttade 1934 till Hawaii, där han arbetade på Bishop Museum i Honolulu. Samma år ledde han en fransk-belgisk expedition till Påskön (Rapa Nui) med fartyget Rigault de Genouilly. Andra deltagare i expeditionen var den belgiske arkeologen Henri Lavachery (1885–1972) och den israeliske kriminologen och läkaren Israel Drapkin (1906–1990). Métraux kom fram till att befolkningen var av polynesiskt ursprung och att de otroliga stenskulpturerna faktiskt skapades av de infödda på ön. Ett drygt decennium senare begav han sig till Amazonas täta djungler och till Haiti. Hans bok Voodoo in Haiti, i vilken han utforskar landets kultur med ett objektivt och öppet sinne, anses vara en av de bästa böckerna om voodoo som publicerats.

### Senare år
Våren 1945 reste Métraux, som då blivit amerikansk medborgare, till Europa som medlem av United States Bombing Survey. Han upplevde krigets ödeläggelse och beslutade 1946 att anta en tjänst vid FN:s sekretariat. 1947 inledde han även verksamhet inom Unesco. Han deltog i Hylean Amazon-projektet 1947–1948, ledde organisationens antropologiska undersökning 1948–1950 i Marbial Valley på Haiti och studerade 1954 aymara- och quechua-folkens migration i Peru och Bolivia.
Métraux gjorde flera fältarbeten i sin mentor Nordenskiölds anda, bland annat i Gran Chaco. Han skrev två respekterade verk om tupinambá-folket i Brasilien. Han publicerade ett 10-tal böcker och bidrog med ett 20-tal artiklar i det stora verket Handbook of South American Indians (1–7, 1946–1959), varav några skrivna tillsammans med den tysk-brasilianske etnologen och antropologen Curt Nimuendajú samt den amerikanske antropologen Julian Haynes Steward (1902–1972). Han höll kontakt livet ut med sina svenska vänner och brevväxlade regelbundet med Walter Kaudern och Henry Wassén.
Métraux liv fick ett tragiskt slut 12 april 1963 då han begick självmord i Vallée de Chevreuse i Frankrike. Vid sin död innehade han en tjänst som professor i sydamerikansk antropologi vid École Pratique des Hautes Études i Paris.

## Privatliv
Métraux gifte sig tre gånger. Hans första fru, Eva Spiro Métraux, översatte antropologiskt material från engelska till franska, men även Nordenskiölds Forskningar och äventyr (Explorations dans l'intérieur de l'Amérique du Sud). Hans andra fru Rhoda Bubendey Métraux (1914–2003) var en välkänd antropolog och forskade med honom i Mexiko, Argentina och Haiti. Hans tredje fru, Fernande Schulmann-Métraux (1924–2014), följde med honom till Chile, Peru och Brasilien samt planerade att arbeta med honom i Paraguay. Han hade två söner från första och andra äktenskapet.

## Etnografika
Världskulturmuseet i Göteborg har drygt 500 etnografiska och arkeologiska föremål från Sydamerika och Påskön, förvärvade 1926–1932 från Métraux. Den största samlingen, 1930.30, omfattar 172 föremål från chiriguano- och tsirakua-folken i Bolivia samt från provinsen Mendoza i Argentina. Museet har även 302 bilder från Påskön, Bolivia, Peru och Argentina, förvärvade 1927–1937 från Métraux, varav 16 vykort med motiv av den kände bolivianske fotografen J. N. Piérola. Nästan hälften av bilderna är tagna under expeditionen till Bolivia 1930–1931.

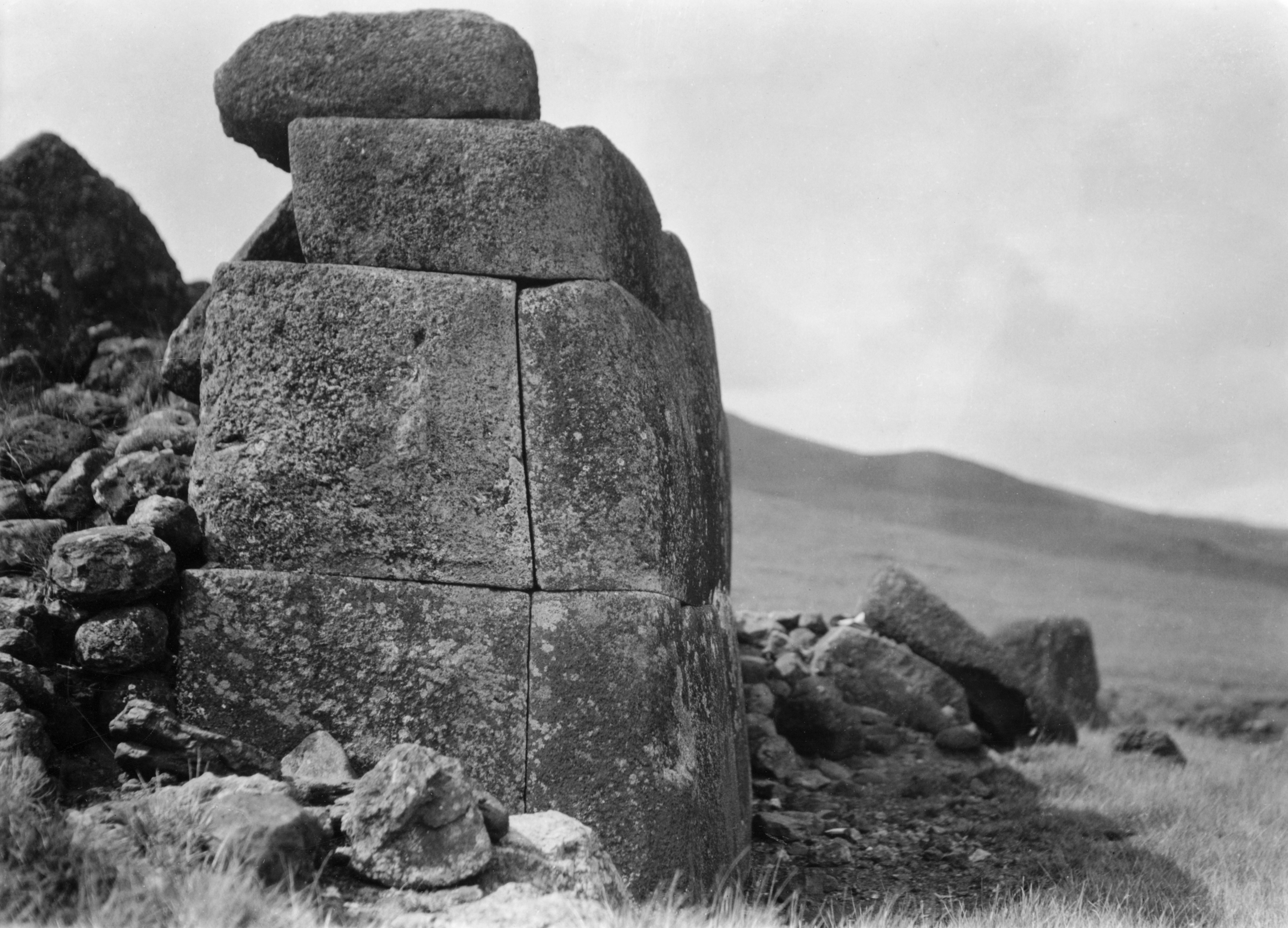
Rundat hörn av Ahu Vinapu på Påskön, 1934 (foto: Alfred Métraux).
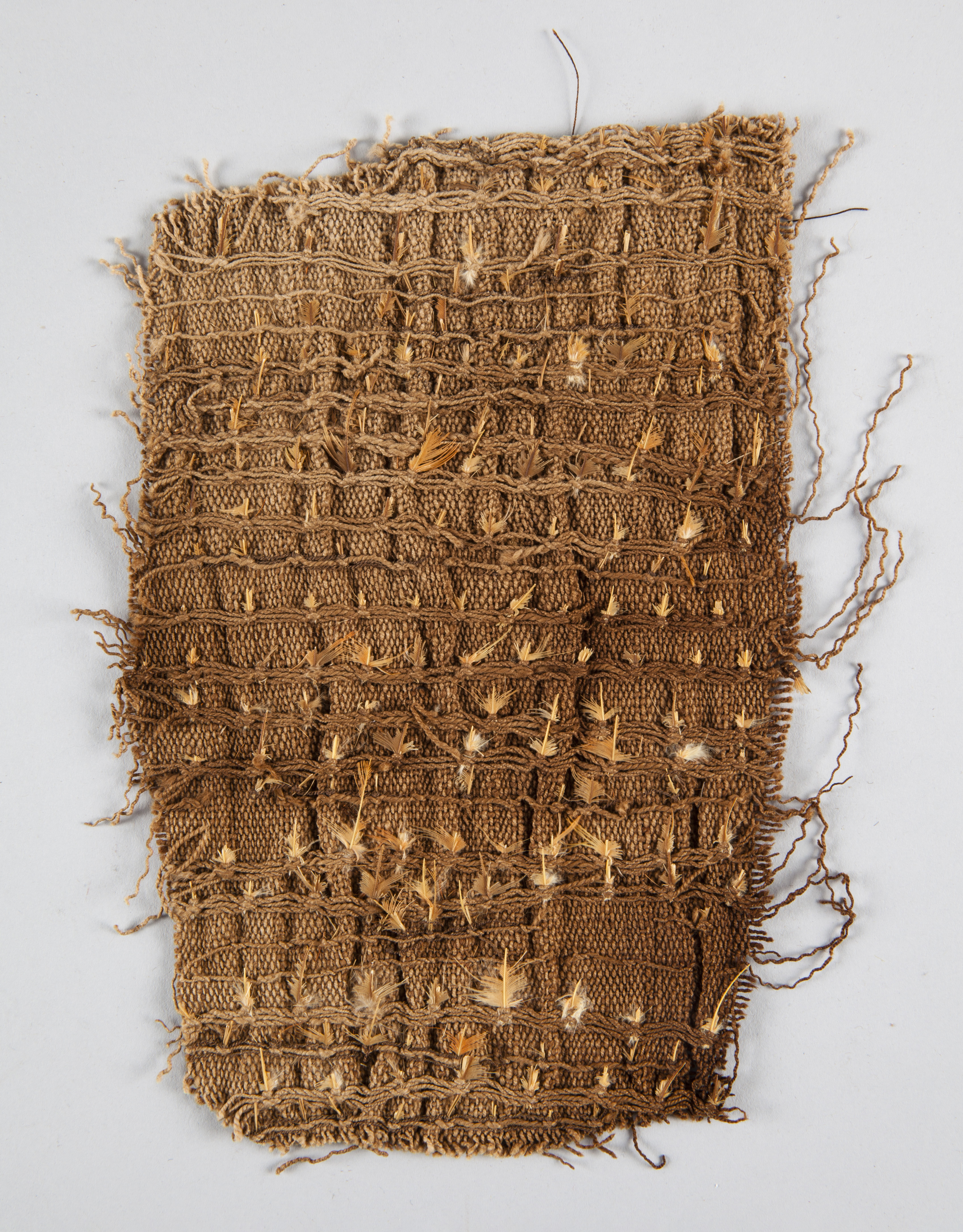
Fjädermosaik från Peru.
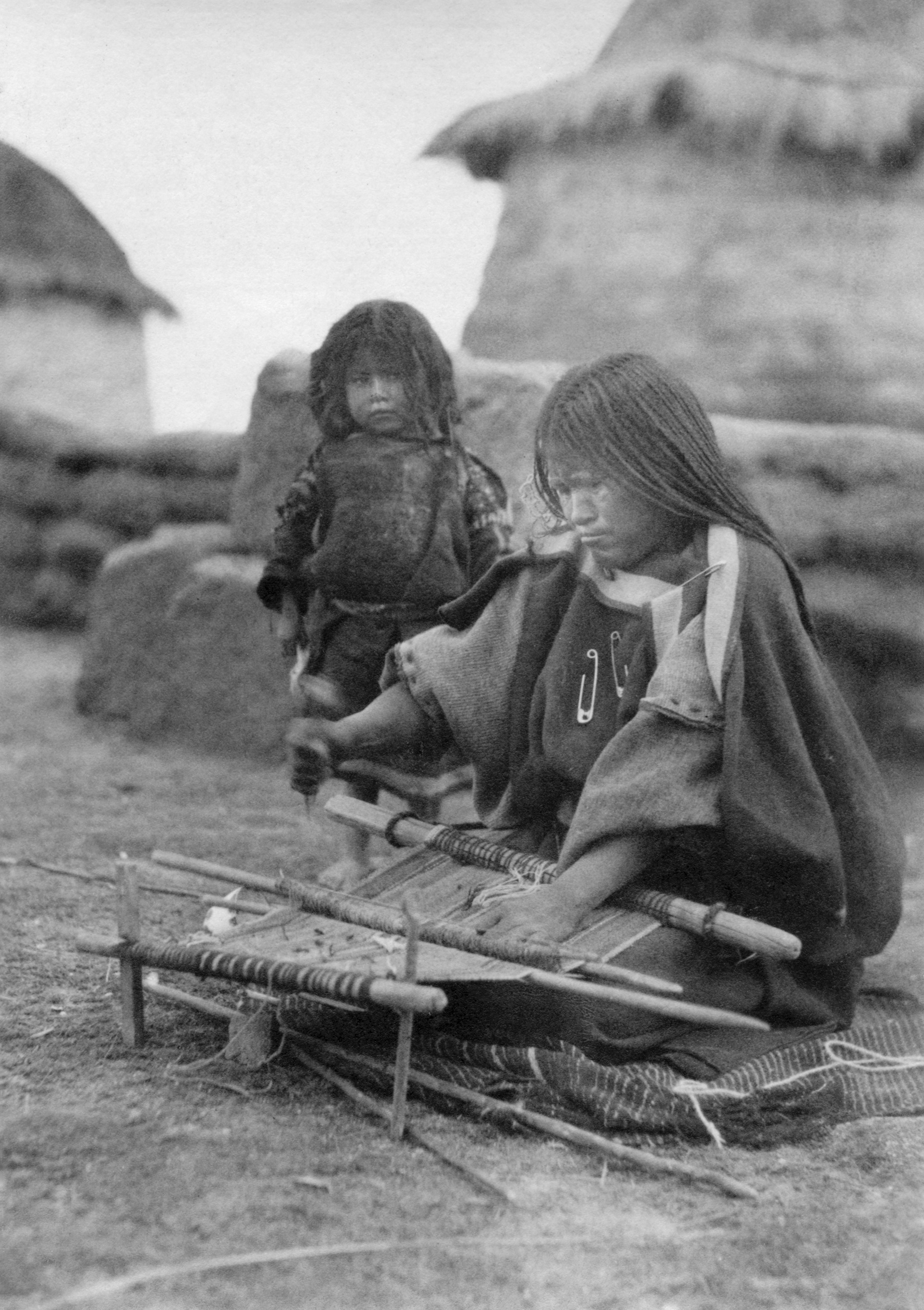
Vävande chipaya-kvinna i Carangas i Bolivia, 1930/1931 (foto: Alfred Métraux).
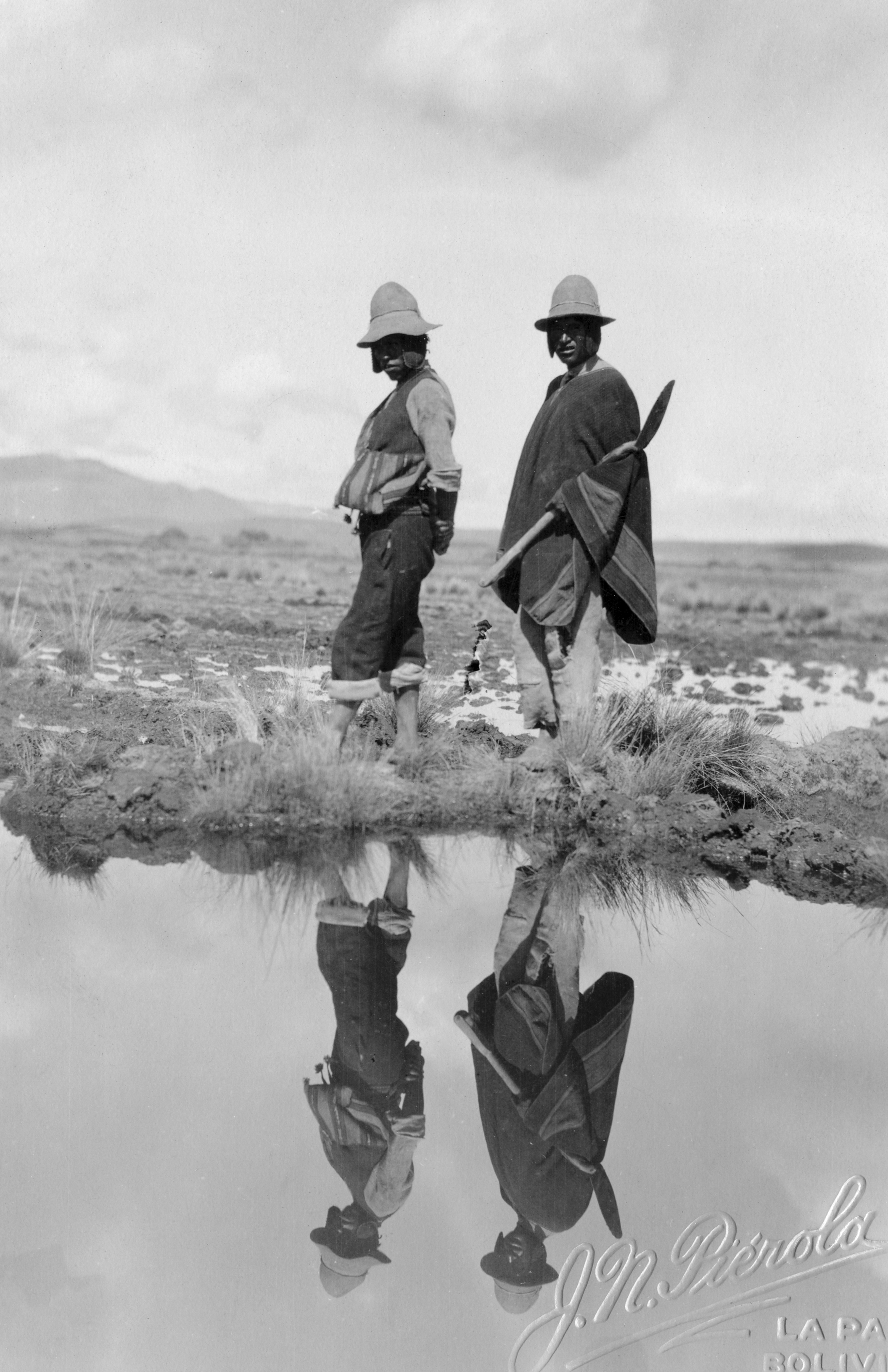
Vykort visande folkgruppen aymara i La Paz i Bolivia, 1930 (foto: J. N. Piérola).

## Publikationer

### Engelska
- Ethnology of Easter Island. Honolulu: Bernice P. Bishop Museum bulletin. 1940. Libris 11295257
- The native tribes of eastern Bolivia and western Matto Grosso. Washington: Smithsonian Institution, Bureau of American Ethnology. 1942. Libris 1799877
- Myths of the Toba and Pilaga Indians of the Gran Chaco. Philadelphia: American Folklore Soc. 1946. Libris 1683569
- Making a living in the Marbial Valley, Haiti; report / prepared by Alfred Métraux in collaboration with E. Berrouet and Dr. and Mrs. Jean Comhaire-Sylvain. Paris: Unesco. 1951. Libris s4z8qng7qnlrk4xc
- Easter Island : a stone-aged civilization of the Pacific. London: Andre Deutsch. 1957. Libris 2267199
- Voodoo in Haiti. New York. 1959. Libris 1211430
- The history of the Incas / Alfred Métraux ; translated from the French by George Ordish. New York: Schocken Books. 1970. Libris 22485033

### Franska/spanska
- La civilisation matérielle des tribus Tupi-Guarani. Paris. 1928. Libris 1776798
- La religion des Tupinamba et ses rapports avec celle des autres tribus Tupi-Guarani. Paris: Éd. du Seuil. 1928. Libris 1779770
- La Isla de Pascua / A. Métraux ; traducción de J.J. Arreola. Fondo de Cultura Económica. 1950. Libris 3318824
- L'Ile de Pâques; seize planches photographiques. Paris: Gallimard. 1951. Libris 16579968
- Le vaudou haïtien. Paris: Gallimard. 1958. Libris 2234997
- Les Incas. Paris: Éd. du Seuil. 1963. Libris 515167

### Postumt
- Religions et magies indiennes dʹAmérique du Sud / Alfred Métraux ; éd. posthume établie par Simone Dreyfus. Paris: Gallimard. 1968. Libris 8142941